# Sonate K. 229
La sonate K. 229 (F.177/L.199) en si bémol majeur est une œuvre pour clavier du compositeur italien Domenico Scarlatti.

## Présentation
La sonate K. 229, en si bémol majeur, est notée Allegro vivo. Les enchaînements de gammes rapides sont comparables à ceux de la sonate K. 43.

## Manuscrits
Le manuscrit principal est le numéro 24 du volume III de Venise (1755), copié pour Maria Barbara ; les autres sources manuscrites sont Parme V 14 et Münster II 19.

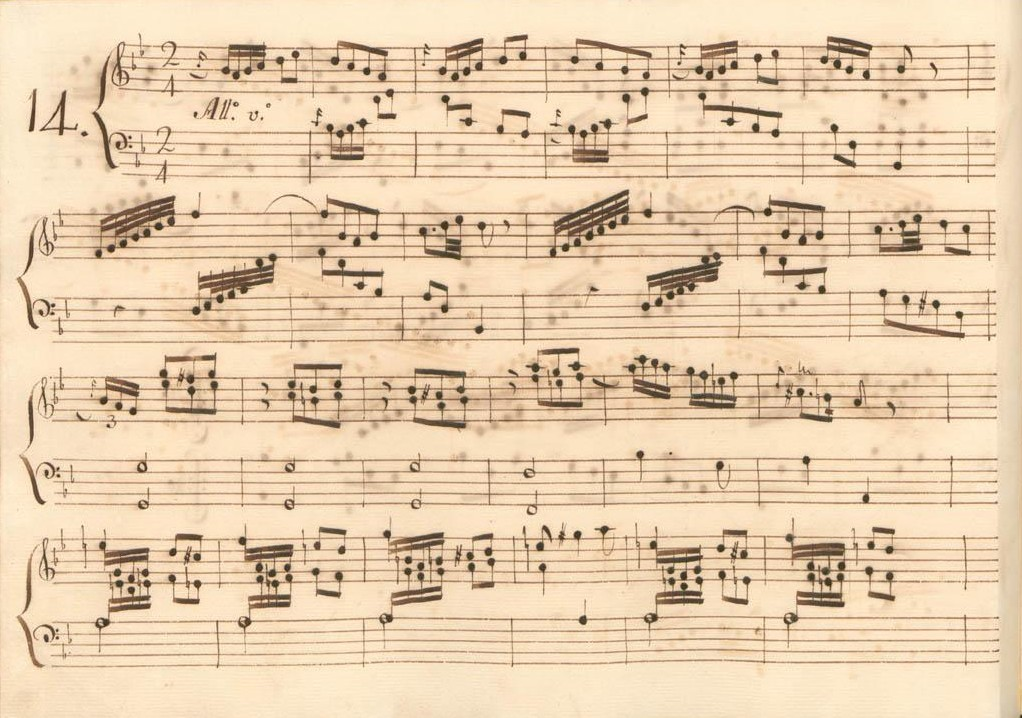
Parme V 14.
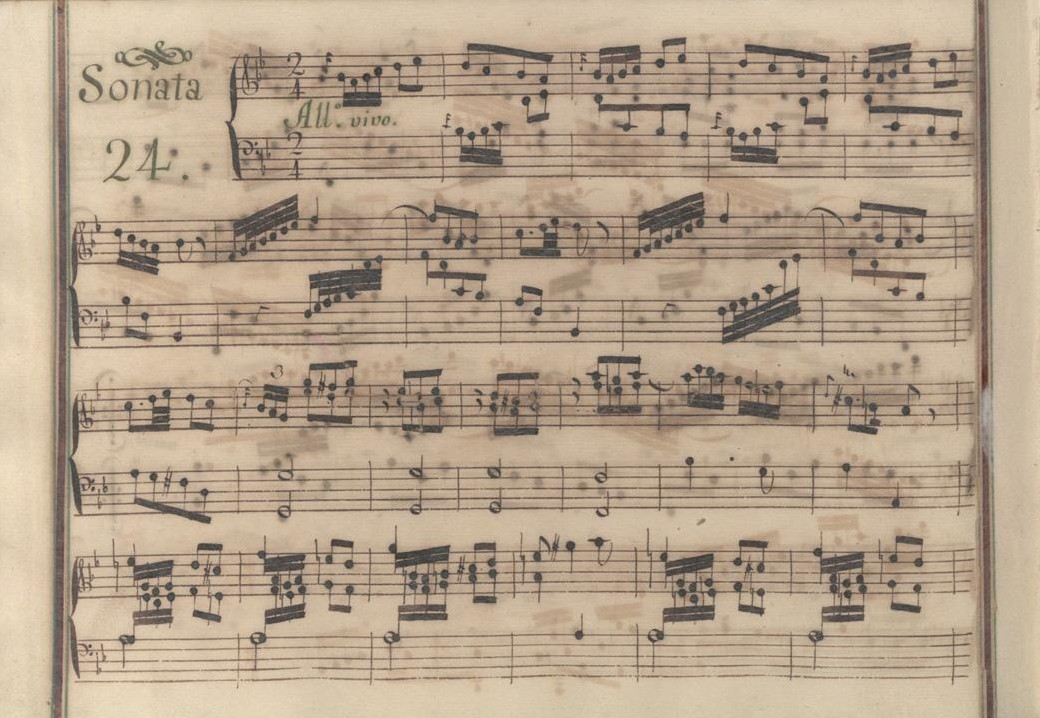
Venise III 24.

## Interprètes
La sonate K. 229 est interprétée au piano notamment par Carlo Grante (2009, Music & Arts vol. 2) ; au clavecin par Scott Ross (1985, Erato), Richard Lester (2001, Nimbus, vol. 2) et Pieter-Jan Belder (Brilliant Classics).

## Sources
: document utilisé comme source pour la rédaction de cet article.
- Ralph Kirkpatrick (trad. de l'anglais par Dennis Collins), Domenico Scarlatti, Paris, Lattès, coll. « Musique et Musiciens », 1982 (1re éd. 1953 (en)), 493 p. (OCLC 954954205, BNF 34689181).
- Alain de Chambure, « Domenico Scarlatti : Intégrale des sonates — Scott Ross », p. 204, Erato (2564-62092-2), 1985 (OCLC 891183737) .